# مینامی‌ایسه، میئه
می‌نامی‌ایسه، میئه (به لاتین: Minamiise, Mie) یک منطقهٔ مسکونی در ژاپن است که در Watarai District واقع شده‌است. می‌نامی‌ایسه ۲۴۲٫۹۸ کیلومترمربع مساحت و ۱۴٬۲۱۷ نفر جمعیت دارد.